# Laferté-sur-Aube
Laferté-sur-Aube település Franciaországban, Haute-Marne megyében. Lakosainak száma 310 fő (2022. január 1.). Laferté-sur-Aube Champignol-lez-Mondeville, Juvancourt, Ville-sous-la-Ferté, Cirfontaines-en-Azois, Pont-la-Ville, Silvarouvres és Villars-en-Azois községekkel határos.

## Népesség
A település népességének változása:
| Lakosok száma | 537  | 410  | 428  | 360  | 352  | 341  | 331  | 311  | 309  | 310  |
|               | 1968 | 1982 | 1990 | 2006 | 2013 | 2015 | 2017 | 2019 | 2020 | 2022 |